# 若开民族军
若开民族军（縮寫 AA，或，縮寫 ASA）是缅甸克倫邦的一支若开人地方武装部队，由若开民族委员会（Arakan National Council，缩写ANC）领导。 该组织除了孟加拉国边防部队外还袭击缅甸与孟加拉国边界的缅甸军事哨所。

## 目标
若开民族军宣布目标如下：
- 1. 为若开邦众民族群众争取自决；
- 2. 捍卫民族特性和文化遗产；
- 3. 促进民族尊严和利益；
- 4. 从独裁中解放缅甸的每一个公民和少数民族；
- 5. 确保全人类的和平与发展。